# Lluita als Jocs Olímpics d'Estiu de 1932
Als Jocs Olímpics d'Estiu de 1932 celebrats a la ciutat de Los Angeles (Estats Units) es disputaren 14 proves de lluita, totes elles en categoria masculina, dividint-se en set categories de lluita grecoromana i set de lluita lliure. Aquestes últimes es realitzaren entre els dies 1 i 3 d'agost i les de lluita grecoromana entre els dies 4 i 7 d'agost de 1932.

## Resum de medalles

### Lluita grecoromana
| Prova                  | Or              | Plata            | Bronze           |
| Pes gall detalls       | Jakob Brendel   | Marcello Nizzola | Louis François   |
| Pes ploma detalls      | Giovanni Gozzi  | Wolfgang Ehrl    | Lauri Koskela    |
| Pes lleuger detalls    | Eric Malmberg   | Abraham Kurland  | Eduard Sperling  |
| Pes wèlter detalls     | Ivar Johansson  | Väinö Kajander   | Ercole Gallegati |
| Pes mitjà detalls      | Väinö Kokkinen  | Jean Földeák     | Axel Cadier      |
| Pes semipesant detalls | Rudolf Svensson | Onni Pellinen    | Mario Gruppioni  |
| Pes pesant detalls     | Carl Westergren | Josef Urban      | Nikolaus Hirschl |

### Lluita lliure
| Prova                  | Or                   | Plata            | Bronze           |
| Pes gall detalls       | Robert Pearce        | Ödön Zombori     | Aatos Jaskari    |
| Pes ploma detalls      | Hermanni Pihlajamäki | Edgar Nemir      | Einar Karlsson   |
| Pes lleuger detalls    | Charles Pacôme       | Károly Kárpáti   | Gustaf Klarén    |
| Pes wèlter detalls     | Jack van Bebber      | Daniel MacDonald | Eino Leino       |
| Pes mitjà detalls      | Ivar Johansson       | Kyösti Luukko    | József Tunyogi   |
| Pes semipesant detalls | Peter Mehringer      | Thure Sjöstedt   | Eddie Scarf      |
| Pes pesant detalls     | Johan Richthoff      | John Riley       | Nikolaus Hirschl |

## Medaller
| Posició | País           | Or | Argent | Bronze | Total |
| 1       | Suècia         | 6  | 1      | 3      | 10    |
| 2       | Estats Units   | 3  | 2      | 0      | 5     |
| 3       | Finlàndia      | 2  | 3      | 3      | 8     |
| 4       | Alemanya       | 1  | 2      | 1      | 4     |
| 5       | Itàlia         | 1  | 1      | 2      | 4     |
| 6       | França         | 1  | 0      | 1      | 2     |
| 7       | Hongria        | 0  | 2      | 1      | 3     |
| 8       | Canadà         | 0  | 1      | 0      | 1     |
| 8       | Dinamarca      | 0  | 1      | 0      | 1     |
| 8       | Txecoslovàquia | 0  | 1      | 0      | 1     |
| 11      | Àustria        | 0  | 0      | 2      | 2     |
| 12      | Austràlia      | 0  | 0      | 1      | 1     |